# اسلاوکو وینچیچ
اسلاوکو وینچیچ (انگلیسی: Slavko Vinčić؛ زادهٔ ۲۵ نوامبر ۱۹۷۹) داور فوتبال اهل اسلوونی است. او از سال ۲۰۱۰ در لیست فیفا قرار گرفت و از رقابت های مهمی که به قضاوت آن پرداخته است می‌توان به لیگ دسته اول فوتبال اسلوونی، جام ملت‌های اروپا ۲۰۲۰ و همچنین به عنوان کمک دامیر اسکومینا در جام ملت‌های اروپا ۲۰۱۲ اشاره کرد، وی همچنین به عنوان داور فینال لیگ قهرمانان اروپا ۲۰۲۴ انتخاب شده‌است. 